# Форкс
Форкс (на английски: Forks) е малък град в щата Вашингтон, САЩ. Населението му наброява 3832 жители (по приблизителна оценка за 2017 г.).

## История
Градът официално същестува от 28 август 1945 г. след избори, чиито избиратели са станали първите граждани на Форкс.

## Туризъм
Огромен процент от посетителите на града са фенове на поредицата „Здрач“ на Стефани Майър, които търсят атракциите, споменати в романите, и други свързани места като Ла Пуш и Порт Анджелис.
Градът приема фенове на книгите и е новооткрита популярност. Местните ресторанти са добавили допълнения "на тема „Здрач“" към менютата си, като „Беласагна“ и „Ед-хляб“; има домове, посветени като „иделния“ дом за героите, а местната болница е запазила паркинг място за „Д-р Кълън“.